# Steve Moore (Animator)
Stephen D. Moore (* 18. November 1962 in Millville) ist ein US-amerikanischer Animator und Filmregisseur.

## Leben
Moore studierte von 1981 bis 1985 Animation am California Institute of the Arts und begann nach Ende des Studios als Phasenzeichner am Film Starchaser: The Legend of Orin mitzuarbeiten. Als Animator war er anschließend wesentlich am Film Der tapfere kleine Toaster von Jerry Rees beteiligt. Nach seiner Zeit bei Hyperion Pictures ging Moore zu den Walt Disney Studios und war an Kurzfilmen und Serienfolgen als Animator tätig. Zudem entstanden Werbeanimationen und das Storyboard für die Disney-World-Attraktion Alien Encounter. Nach einer kurzen Zeit erneut bei Hyperion Pictures und der Storyboard-Arbeit für Tim Burtons Nightmare Before Christmas widmete sich Moore ab 1993 der Arbeit als Effekt-Animator und Storyboard-Artist bei Disney. Neben seiner Arbeit als Animator war Moore auch als Regisseur und Produzent tätig und schuf 1997 den Kurzfilm Redux Riding Hood, der 1998 für einen Oscar in der Kategorie Bester animierter Kurzfilm nominiert wurde. Sein Kurzfilm The Indescribable Nth wurde 2000 auf die Shortlist für einen Oscar als Bester animierter Kurzfilm aufgenommen, jedoch nicht nominiert.
Moore arbeitet gelegentlich unter dem Pseudonym Oscar Moore, so bei Fractured Fairy Tales: The Phox, the Box, & the Lox (1999), The Indescribable Nth (2000) und der Fernsehserie Die Prouds (2002). Neben Kurz- und Langanimationsfilmen war Moore auch bei zahlreichen Werbefilmen, unter anderem für Froot Loops, als Animator tätig.

## Filmografie (Auswahl)
- 1985: Starchaser: The Legend of Orin
- 1987: Sport Goofy in Soccermania
- 1987: Der tapfere kleine Toaster (The Brave Little Toaster)
- 1989: Back to Neverland
- 1991: Rover & Daisy (Rover Dangerfield)
- 1993: Nightmare Before Christmas
- 1995: Stand by Me
- 1995: Goofy – Der Film (A Goofy Movie)
- 1997: Redux Riding Hood
- 1997: Die Schöne und das Biest – Weihnachtszauber (Beauty and the Beast: The Enchanted Christmas)
- 1999: Olive, the Other Reindeer (TV)
- 2000: The Indescribable Nth
- 2003: Looney Tunes: Back in Action
- 2005: Robots
- 2006: Tierisch wild (The Wild)
- 2009: Coraline
- 2010: Ich – Einfach unverbesserlich (Despicable Me)
- 2012: Der Lorax 3D (The Lorax)
- 2013: Ich – Einfach unverbesserlich 2 (Despicable Me 2)

## Nominierungen und Auszeichnungen
- 1998: Oscar-Nominierung, Oscar/Bester animierter Kurzfilm, für Redux Riding Hood
- 1998: Nominierung Silver Spire, San Francisco International Film Festival, für Redux Riding Hood
- 2000: Emmy-Nominierung, Outstanding Animated Program, für Olive, the Other Reindeer
- 2000: Gold-Hugo-Nominierung, Chicago International Film Festival, für The Indescribable Nth
- 2000: Moxie-Award für die beste Animation, Santa Monica Film Festival, für The Indescribable Nth